# محمدعلی ابن‌الرضا خوانساری
سید محمدعلی ابن الرضا خوانساری (زاده ۱۲۹۳ – درگذشتهٔ ۱۰ فروردین ۱۳۸۹) روحانی شیعه و مؤسس حوزه علمیه خوانسار بود. سیدمهدی ابن‌الرضا خوانساری (از علمای شهر خوانسار) فرزند وی است.

## تولد و دوران کودکی
محمدعلی ابن‌الرضا خوانساری در سال ۱۲۹۳ شمسی به دنیا آمد. علوم ابتدایی، نصاب الصبیان، جامع المقدمات و قرآن را نزد خانمی در مکتب خانه آموخت. مقدمات علمی و حوزوی، پیوست، ادبیات عربی، معانی، بیان، منطق و قسمتی از فقه و اصول را نزد روحانیون خوانسار به ویژه پدرش محمود ابن‌الرضا، برادرش و نیز نزد یوسف مهدویانی، ملامحمد حسن شاکریان و عبدالجواد موسوی آموخت. او برای تکمیل مبانی علمی و نظری به قم رفت.

## دوران نوجوانی
محمد علی ابن الرضا خوانساری در ۱۶ سالگی به زیارت عتبات عالیات رفت. او در نجف اشرف به اجازه و دستور پدر (میرزا سید محمود ابن الرضا) لباس روحانیت پوشید و سید ابوالحسن اصفهانی و میرزا حسین نائینی از مراجع تقلید شیعه به او اجازهٔ نقل حدیث دادند.
چندی بعد به قم مهاجرت کرد و نزد میرزا محمد علی ادیب تهرانی ادبیات عالی را فرا گرفت. وی نزد میرزا خلیل کمره‌ای به تحصیل تفسیر قرآن و کلام پرداخت. سطوح عالی را نزد محمدتقی خوانساری، محمدرضا گلپایگانی، شهاب‌الدین مرعشی نجفی و محمد همدانی گذراند سپس همراه با سید محمدمهدی غضنفری خوانساری (فرزند سید محمدتقی غضنفری خوانساری) از درس عبدالکریم حائری یزدی مؤسس حوزه علمیهٔ قم و سید محمدتقی خوانساری استفاده برد.

## تأسیس حوزه علمیه در شهر خوانسار
خوانساری در امتحانات و آزمون‌هایی که از سوی مراجع و حکومت وقت برگزار می‌شد، شرکت نمود و توانست شهادت و گواهی مرتبه اعلی را دریافت کند. همچنین: سید محمدتقی خوانساری، سید حسین بروجردی، سید احمد خوانساری، سید ابوالقاسم خوئی، سید جمال‌الدین گلپایگانی، ابراهیم اصطهباناتی، موسی خوانساری، سید شهاب الدین مرعشی نجفی، محمد علی اراکی، سید محمد رضا گلپایگانی و روح‌الله خمینی به او اجازه در امور حسبیه و نقل حدیث دادند و سید احمد خوانساری اجازه و وکالت‌نامه رسمی در تأسیس و اداره حوزهٔ علمیه در خوانسار به او دادند. این وکالت‌نامه را مراجع بعدی تأیید و امضاء نموده‌اند.

## بازگشت به خوانسار
هنگامی که عبدالکریم حائری درگذشت، دولت وقت فعالیت اساتید و طلاب حوزه را محدودتر از زمان حاج شیخ نمود. همان سال پدرش نیز در خوانسار درگذشت. به همین دلایل و به انگیزهٔ ترویج دین به خوانسار بازگشت و به تدریس و تربیت پرداخت.

## درگذشت
سرانجام خوانساری به دلیل کهولت سن و ناتوانی در ۹۷ سالگی، غروب سه شنبه، ۱۰ فروردین ۱۳۸۹ درگذشت.
در مراسم تشییع نمایندگانی از سوی لطف‌الله صافی گلپایگانی، ، غضنفری خوانساری، و همچنین سقای بی‌ریا نماینده ویژه رئیس‌جمهور و محمدجواد فاضل لنکرانی، استاندار اصفهان، فرماندار خوانسار و مدیران ادارات مختلف این شهر حضور داشتند. نماز بر پیکرش توسط فرزندش سید مهدی ابن‌الرضا در حسینیه ابن‌الرضا اقامه و سپس پیکر وی در جوار پدرش به خاک سپرده شد.
نماینده مردم گلپایگان و خوانسار در مجلس شورای اسلامی (دوره هشتم) گفت: بر اساس هماهنگی‌های صورت‌گرفته با مسئولین کشوری و استانی، از ۱۲ تا ۱۴ فروردین به مدت ۳ روز عزای عمومی و هم‌چنین ۱۴ فروردین در خوانسار تعطیل رسمی اعلام شد.

## جهت مطالعه و آشنایی بیشتر
- مجله آینه پژوهش. شماره ۱۱۴. مقاله انوار فروزان هدایت
- کتاب انوار الهدایة الساطعة. نویسنده کمال السید
- مستند ابن الرضا
- سید محمدعلی ابن‌الرضا خوانساری
- مستند ارتباط معنوی بهجت و ابن الرضا بایگانی‌شده  در ۲ ژوئن ۲۰۱۶ توسط Wayback Machine